# 马弋博
马弋博（1980年8月5日—），辽宁大连人，中国女子曲棍球運動員，亦為中国国家女子曲棍球队成員，司职后卫。1991年－1995年从事足球运动、1995年改练曲棍球。2001年入选国家队。2008年奧運會随队伍获得银牌。

## 簡歷
2010年11月，马弋博代表中國出戰廣州亞運會，參加曲棍球比賽，奪得金牌。